# The Darkness (filme)
The Darkness (bra: A Escuridão) é um filme estadunidense de 2016, do gênero terror, dirigido por Greg McLean, com roteiro dele, Shayne Armstrong e S.P. Krause.

## Sinopse
Passeando com a família no Grand Canyon, criança autista recolhe pedras contendo poderes sobrenaturais. Quando voltam pra casa, fenômenos estranhos começam a ameaçar a família, que precisa se livrar das entidades que vieram com as pedras.